# Bluesky (Alberta)
Cet article possède un paronyme, voir Blue Sky.
Bluesky est un hameau (hamlet) de Fairview No 136, situé dans la province canadienne d'Alberta.

## Démographie
En tant que localité désignée dans le recensement de 2011, Bluesky a une population de 164 habitants dans 64 de ses 66 logements, soit une variation de -36,4 % avec la population de 2006. Avec une superficie de 0,379 0 km2, le hameau possède une densité de population de 432,717 7 hab/km2 en 2011.
Concernant le recensement de 2006, Bluesky abritait 258 habitants dans 84 de ses 90 logements. Avec une superficie de 0,379 0 km2, le hameau possédait une densité de population de 680,7 hab/km2 en 2006.